# Deathless

## Lançamento
Deathless é o quinto álbum de estúdio da banda americana de metalcore Miss May I. Foi lançado em 7 de agosto de 2015 pela Rise. Foi produzido por Joey Sturgis, que também produziu os dois primeiros discos, e Nick Sampson. O álbum foi incluído no número 45 da lista dos 50 melhores lançamentos de 2015 da Rock Sound's. Este é o último álbum que a banda lançou pela Rise Records.
| Críticas profissionais | Críticas profissionais |
| Avaliações da crítica  | Avaliações da crítica  |
| Fonte                  | Avaliação              |
| ---------------------- | ---------------------- |
| Exclaim!               | [ 5 ]                  |

| Chart (2015)                                  | Peak position |
| --------------------------------------------- | ------------- |
| Estados Unidos (Billboard 200)                | 49            |
| Estados Unidos (Billboard Independent Albums) | 4             |
| Estados Unidos (Top Hard Rock Albums)         | 2             |
| Estados Unidos (Top Rock Albums)              | 5             |

## Faixas
| N.º            | Título                               | Duração |  |
| 1.             | "I.H.E."                             | 3:47    |  |
| 2.             | "Trust My Heart (Never Hope to Die)" | 2:53    |  |
| 3.             | "Psychotic Romantic"                 | 3:16    |  |
| 4.             | "Deathless"                          | 3:51    |  |
| 5.             | "Bastards Left Behind"               | 4:32    |  |
| 6.             | "Arise"                              | 3:24    |  |
| 7.             | "Turn Back the Time"                 | 3:52    |  |
| 8.             | "Empty Promises"                     | 4:07    |  |
| 9.             | "The Artificial"                     | 3:23    |  |
| 10.            | "Born from Nothing"                  | 3:02    |  |
| Duração total: | Duração total:                       | 36:15   |  |

## Line-up
Miss May I
- Levi Benton – Vocal, Letras
- B.J. Stead – Guitarra Solo, Backing Vocal
- Justin Aufdemkampe – Guitarra Base, Backing Vocal
- Ryan Neff – Baixo, Vocal Limpo, Letras
- Jerod Boyd – Bateria